# Petropedetes yakusini
Petropedetes yakusini är en groddjursart som först beskrevs av Channing, Moyer och Howell 2002.  Petropedetes yakusini ingår i släktet Petropedetes och familjen Petropedetidae. IUCN kategoriserar arten globalt som starkt hotad. Inga underarter finns listade i Catalogue of Life.